# مايك بولسون
مايك بولسون (بالإنجليزية: Mike Poulson)‏ هو دراج أمريكي، ولد في 4 يناير 1965 في أوغدن في الولايات المتحدة.